# Mesencéfalo
El mesencéfalo (Mesencephalon en griego) es la porción superior del tronco del encéfalo que une el puente troncoencefálico y el cerebelo con el diencéfalo. Su eje longitudinal se inclina ventralmente conforme asciende. El mesencéfalo está atravesado por el acueducto cerebral que conecta el tercer y cuarto ventrículo como parte del circuito de transporte del líquido cefalorraquídeo. Contiene fibras sensitivas ascendentes desde el tronco del encéfalo a la corteza, fibras motoras desde la corteza motora hacia la médula espinal y núcleos motores para los pares craneales en el tronco del encéfalo. Además, se encuentran núcleos sensitivos implicados en la visión que reciben impulsos de la retina, núcleos que participan en la vía auditiva, núcleos motores que participan en el movimiento del globo ocular y núcleos implicados en los mecanismos de recompensa del cerebro y control del movimiento.

## Anatomía

### Límites
El mesencéfalo se encuentra entre el puente troncoencefálico y el cerebro. El límite con el puente es por la fosa interpeduncular y el surco pontomesencefálico anterior. El límite superior con el diencéfalo está determinado por el quiasma óptico. El mesencéfalo en el ser humano mide aproximadamente dos centímetros de longitud y resulta visible únicamente en su cara anterior, ya que la posterior está oculta por el cerebelo y el cerebro.

### Topografía externa
El mesencéfalo conecta el puente y el cerebelo con el cerebro, siendo que su eje longitudinal se inclina anteriormente y posee cuatro caras: una anterior, una posterior y dos laterales.

#### Cara anterior
La cara ventral del mesencéfalo presenta una depresión profunda en la línea media anterior denominada fosa interpeduncular que limita los pies de ambos pedúnculos cerebrales. Multitud de vasos sanguíneos atraviesan la base de esta fosa recibiendo el nombre de sustancia perforada posterior. En la base de cada pedúnculo cerebral se encuentra el origen del nervio oculomotor (III par craneal). Rostralmente a la sustancia perforada y limitada por el quiasma óptico se presentan dos tubérculos denominados cuerpos mamilares y otra estructura denominada tuber cinereum.

#### Cara posterior
En la superficie posterior rostralmente se destacan cuatro eminencias denominadas colículos o tubérculos cuadrigéminos, cuyas funciones se relacionan con los reflejos visual y auditivo. Los colículos están limitados por el surco cruciforme, que rostralmente está interrumpido por la epífisis cerebral, una glándula endocrina implicada en múltiples funciones vitales como los patrones del sueño y el metabolismo de fármacos. Caudalmente se encuentra el origen del nervio troclear (IV par craneal), cuya trayectoria rodea el mesencéfalo para continuar por la cara anterior del tronco del encéfalo.

#### Caras laterales
En las dos caras laterales (izquierda y derecha) ascienden los pedúnculos cerebrales con un sentido anterolateral. Externamente los pedúnculos cerebrales se interrumpen por el fascículo del nervio óptico (II par craneal), que se conecta con el colículo cuadrigémino superior por el cuerpo geniculado lateral. En esta misma región también se observan los cuerpos geniculados mediales que conectan con los colículos cuadrigéminos inferiores.

### Configuración interna
Una sección transversal del mesencéfalo define dos regiones definidas. La región anterior lo comprende los pies de los pedúnculos cerebrales, o pies pedunculares, que unen el tronco del encéfalo con el cerebro y que contienen las fibras corticoespinales descendentes procedentes de la corteza cerebral hacia la médula espinal. Dorsalmente se identifica la sustancia negra, que es un núcleo relacionado con el control del movimiento y la orientación, y el núcleo rojo, que es un núcleo implicado en el movimiento de los músculos de cabeza y cuello.
La región posterior del mesencéfalo recibe el nombre de tegumento, conteniendo al acueducto de Silvio, que conecta el tercer y cuarto ventrículos del circuito del líquido cefalorraquídeo. Alrededor del acueducto central se localiza la sustancia gris periacueductal central que contiene el núcleo motor del nervio oculomotor, que envía las fibras motoras hacia la salida ventral del mesencéfalo. También contiene el núcleo del nervio troclear que envía las fibras nerviosas dorsalmente que decusan próximamente a la salida posterior del mesencéfalo. Lateralmente a la sustancia gris periacueductal se localizan los tractos del lemnisco medial, espinal y trigémino, que contienen las fibras que transmiten información sensitiva hacia el cerebro.
La región más dorsal del tegumento está ocupado por el techo (o tectum) que contiene los núcleos de neuronas de los dos colículos superiores implicados en el reflejo visual. Caudalmente se encuentra los dos colículos inferiores implicados en el procesamiento del reflejo auditivo, que además recibe gran cantidad de fibras nerviosas del lemnisco medial originado en la parte más caudal del tronco del encéfalo.

## Vascularización

### Irrigación arterial
Las arterias que irrigan el mesencéfalo son ambas arterias cerebrales posteriores, arterias cerebelares superiores y la arteria basilar. El origen de estas arterias es la arteria vertebral como rama de la arteria subclavia.

### Retorno venoso
Las venas del mesencéfalo drenan en la vena basilar como tributaria de la vena cerebral magna, que termina drenando en la vena yugular interna.

## Desarrollo embrionario
La región cefálica se constituye tras la formación del tubo neural en las primeras etapas del desarrollo embrionario. Esta región cefálica da lugar a tres vesículas: prosencéfalo, mesencéfalo y rombencéfalo. Hacia la cuarta semana de desarrollo se produce en la región cefálica una flexión que coincide con el mesencéfalo, ensanchando el tubo neural. Otra flexión aparece entre el rombencéfalo y la médula espinal. Al principio la vesícula del mesencéfalo es de tamaño considerable, pero se reduce de tamaño según progresa el desarrollo embrionario. La cavidad interna dará lugar al acueducto en el adulto.

## Importancia clínica
El mesencéfalo contiene fibras nerviosas descendentes desde la corteza cerebral hacia el resto del tronco del encéfalo y la médula espinal. También contiene las fibras nerviosas ascendentes hacia el tálamo.
Los tubérculos cuadrigéminos superiores coordinan los movimientos de los globos oculares en respuesta a estímulos visuales, y los tubérculos cuadrigéminos inferiores coordinan los movimientos de la cabeza y tronco en respuesta a estímulos auditivos. Así, fibras nerviosas que hacen sinapsis en los colículos superiores desde los colículos inferiores implicados en la audición se encuentran con los núcleos responsables del movimiento reflejo que hace girar la cabeza y cuello para colocar los ojos en dirección de la producción de un sonido.
La sustancia negra del mesencéfalo son neuronas dopaminérgicas implicadas en el control de movimiento. El Parkinson es una enfermedad neurodegenerativa por el déficit en la producción de dopamina por la muerte de las células de la sustancia negra. La corea de Huntington y otros diversos trastornos también están asociados a una deficiencia en la producción de dopamina en la sustancia negra.
En el mesencéfalo se encuentra algunos de los centros nerviosos que controlan la micción junto con otros en el puente, hipotálamo y áreas corticales en la región frontal. Contiene el núcleo de origen para los nervios craneales III (nervio oculomotor) y IV (nervio troclear). Un movimiento lateral súbito de la cabeza puede provocar que los pedúnculos cerebrales golpeen contra la tienda del cerebelo . Debido a este movimiento brusco la región del mesencéfalo puede alterar bruscamente su forma y rasgarse. Los núcleos oculomotor y troclear pueden verse afectados. Si ocurre en el núcleo oculomotor puede afectar al músculo elevador del párpado y músculos extraoculares. Por otra parte, una afección en el núcleo parasimpático accesorio del nervio oculomotor provoca que la pupila se encuentre constantemente dilatada. Si por el contrario, el afectado es el núcleo troclear puede causar la parálisis del músculo oblicuo superior contralateral afectando al movimiento del globo ocular contralateral al sitio de lesión.
La información aferente de propiocepción de cabeza y cuello converge en la porción mesencefálica del núcleo trigémino. Este núcleo es responsable de la información sensitiva referente a la postura y contracción de los músculos en cabeza y cuello.
También está implicado en las fases de sueño y vigilia o en el control de la micción.